# JENSEN!
JENSEN! (oft auch einfach Jensen geschrieben) war eine Late-Night-Show mit dem namensgebenden Moderator Robert Jensen, die zwischen 2002 und 2019 im niederländischen Fernsehen lief.

## Sendung

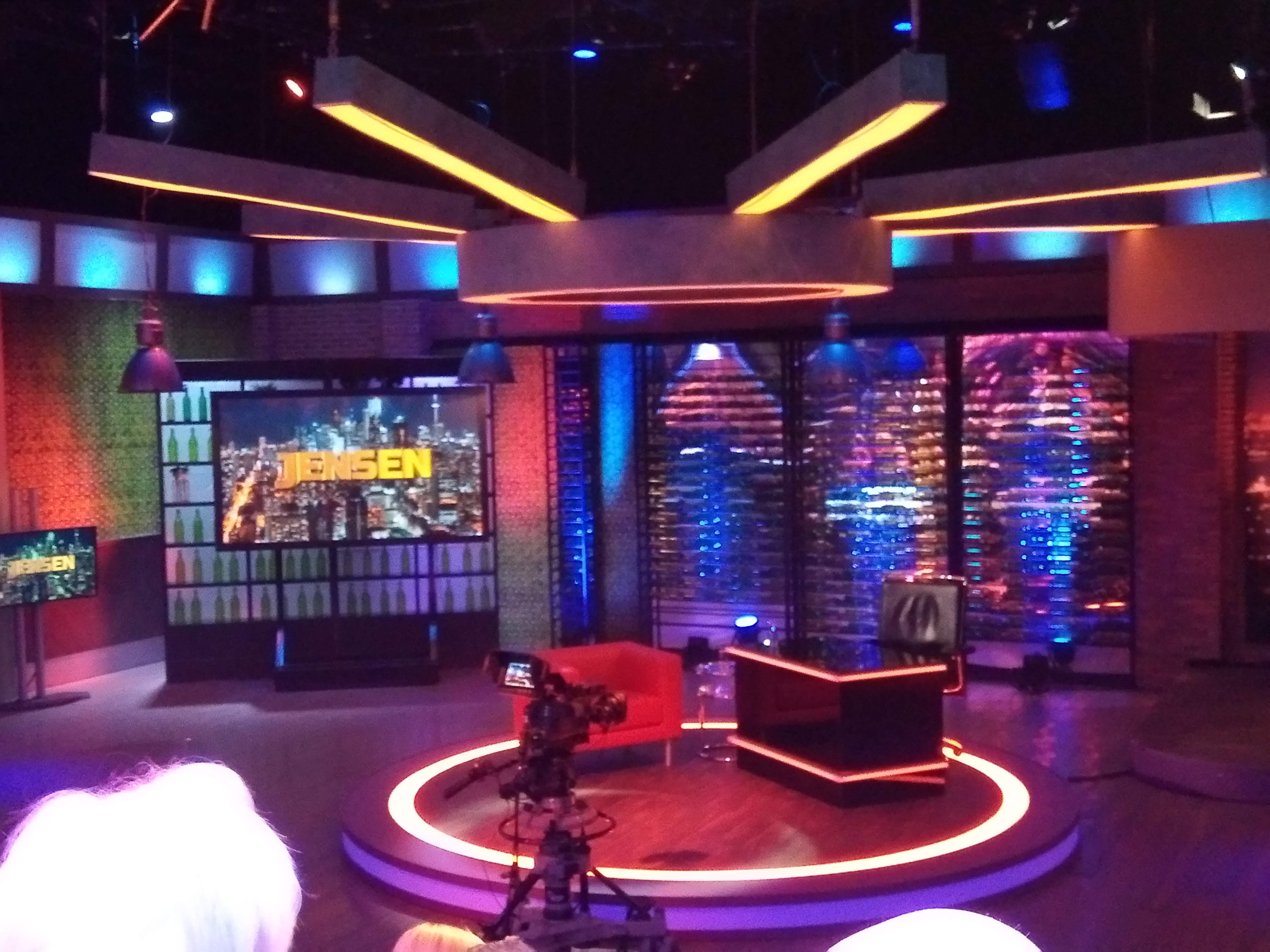
Studioeinrichtung der Sendung JENSEN

Im Jahre 2002 wurde die erste Folge dieser Show, damals noch auf dem niederländischen Sender Yorin, ausgestrahlt. Die Sendung wurde nach dem gleichnamigen TV- und Radiomoderator Robert Jensen benannt. Die Show lief werktags zwischen 22:30 und 23:30 Uhr auf dem niederländischen Privatsender RTL 5. Als Sidekick stand ihm bis 2007 der Radio-DJ Jan Paparazzi (eigentlich Jan Zwart) zur Verfügung. Die Sendung begann immer mit Jensen Breaking News, in denen komische Szenen aus Nachrichten und anderen Fernsehsendungen vorgestellt wurden. Danach folgten die Gäste. Bis zur neuen Saison 2007 spielte Jensen außerdem freitagabends mit einem bekannten Gast Roulette, bei dem Jan Paparazzi der Croupier war. Dieser Programmpunkt war bekannt für die groene vraag (grüne Frage), die durch ihre Explizitheit den Befragten regelmäßig in Verlegenheit brachte. Gelegentlich gab es auch Einspielungen in der Sendung, in denen eine bekannte Person auf die Schippe genommen wurde. Die (vorläufig) letzte Sendung war am 5. Mai 2011. Aus seiner Zeit als Radiosprecher in den 1990er Jahren war Robert Jensen als shock-jock verschrien, als ein sehr provokant und knallhart in seinen Äußerungen auftretender Moderator; jedoch seitdem er täglich im niederländischen Fernsehen zu sehen war, wandelte er sein Image etwas.
Nach der Saison 2007/2008 hieß es die Sendung JENSEN! würde eingestellt werden, der Sender RTL 5 wolle erst ab 2009 mit der Late-Night-Show weitermachen. Moderator Robert Jensen schloss eine Rückkehr sicher nicht aus und weder bestätigte, noch dementierte er, dass die Sendung in Zukunft auf RTL 5 weiterhin zu sehen sein würde. Ab der neuen Fernsehsaison 2008/2009 werde es die beliebte Late-Night-Show aber vorerst nicht zu sehen geben.
Ab dem 1. April 2010 wurde die Show JENSEN! wieder jeden Donnerstagabend auf RTL5 ausgestrahlt, jedoch 2011 wieder eingestellt.
Die Sendung kehrte am 4. April 2013 auf Veronica ins Fernsehen zurück. Ursprünglich gab es auch eine Sendung am Donnerstagabend von 22.30 bis 23.00 Uhr (Jensen Later), die jedoch nach dem 16. Mai 2013 aufgrund enttäuschender Quoten eingestellt wurde.
Im November 2018 kehrte die Sendung wieder auf RTL 5 zurück. Jensen wollte die Sendung politischer gestalten und vor allem einen rechtslastigeren Ton präsentieren. Dies, weil er das Gefühl hatte, dass alle NPO-Talkshows und RTL Late Night in der Regel nach links tendierten. In der Sendung hatte Jensen unter anderem rechtsgerichtete Politiker wie Nigel Farage, Theo Hiddema, Pete Hoekstra und den Vorsitzenden der PVV, Geert Wilders, zu Gast. Außerdem war er Gastgeber von Peter R. de Vries. Die Sendung wurde am 23. April 2019 ebenfalls wegen zu geringer Einschaltquoten eingestellt. Robert Jensen selbst stellte dies in Frage und argumentierte, dass die Sendung wegen des „nicht-linken“ Tons, den er von sich gab, beendet werden musste. Jensen erzielte zeitweise hohe Einschaltquoten. In der letzten Folge von JENSEN war der FVD-Vorsitzende Thierry Baudet zu Gast und die Sendung erreichte 122.000 Zuschauer.

## Online-Medienplattform
Mit dem Start der politischen Talkshow im November 2018 ging auch der politische Jensen-Podcast an den Start. Nachdem die Sendung JENSEN im Fernsehen bei RTL eingestellt worden war, kehrte sie über YouTube ins Internet zurück. Mit der Talkshow und dem Podcast wechselte Jensen komplett vom Fernsehen ins Internet, wo er unter dem Namen Jensen eine multimediale Plattform einrichtete.

## Radio
Vom 2. August 2010 bis zum 3. Februar 2011 moderierte Jensen unter dem Titel JENSEN, nun wieder mit seinem  Sidekick Jan Paparazzi, montags bis freitags von 6 bis 9 Uhr eine Morgensendung auf Radio Veronica. Es gab gelegentlich Kolumnen, etwa von ehemaligen Profifußballern oder einer Sexberaterin.
Jensen und Paparazzi besprachen Aktuelles von Prominenten und es gab die Jensen Breaking News. Jan Paparazzi tätigte unter dem Namen Telefoonterreur Spaßanrufe und in der Rubrik Jan belt met (Jan ruft an) telefonierte er mit prominenten Niederländern. In der Rubrik Belletje trekken (Glöckchen ziehen) wurden auch niederländische Berühmtheiten miteinander verbunden, ohne es zu wissen. Des Weiteren gab es Quizeinlagen.

## Internationale Gäste
Die niederländische Late-Night-Show hat vergleichsweise viele internationale Gäste. Zwischen 2002 und 2008 waren unter anderem folgende Stars zu Gast: Shakira, P!nk, Lionel Richie, Simply Red, Uri Geller, Rihanna, Tommy Lee, Westlife, Kim Wilde, Kate Ryan, Sugababes, Lucie Silvas, Level 42, Jackass, Meat Loaf, Melanie C, Mika, Phil Collins, Stacy Ferguson, Cameron Diaz, Antonio Banderas, Kelly Rowland, Enrique Iglesias, Kelly Clarkson, Wentworth Miller, Sean Kingston, Gavin DeGraw, Simon Webbe, Jamie Oliver, James Morrison, Matt Damon, Verne Troyer, Paul Potts, La Toya Jackson, Gym Class Heroes und viele mehr.

## Besondere Auftritte
In die Sendung vom 22. März 2002 wurde Pim Fortuyn eingeladen, der sich zu seiner wachsenden Unsicherheit äußerte:
„Die niederländische Regierung, und das finde ich eine verdammte Schande, trägt dazu bei, ein Klima der Dämonisierung meiner Person zu schaffen. Und wenn mir später etwas zustößt - und ich bin froh, dass sie mir diese Möglichkeit geben, wenn mir etwas zustößt - dann sind sie mitverantwortlich. Und dann können sie nicht so tun, im Sinne von „Ich habe diesen Angriff nicht begangen“. Sie haben das Klima mitverursacht. Und das muss aufhören.“
Das Jensen-Interview mit Snoop Dogg am 29. März 2007 sorgte sogar in den USA für Aufregung. Snoop Dogg machte sich nämlich über Bill O’Reilly, einen bekannten US-Fernsehmoderator, lustig, der ihn einst öffentlich beschuldigte Marihuana und Schusswaffen mit sich zu führen. Bill O’Reilly reagierte darauf in seiner eigenen Sendung mit den Worten, es sei dumm von den Niederlanden, Snoop Dogg in die Sendung einzuladen. Am 26. November 2009 hatte Jensen erneut ein kurzes Interview mit Snoop Dogg. In diesem äußerte sich Snoop ebenfalls frei und kritisch über die Vorgänge.